# Jacob Hemphill
Jacob Hemphill (n. 15 de mayo de 1980) es un músico estadounidense, más conocido por ser la voz principal, compositor y guitarrista, de la banda de reggae Soldiers of Jah Army (también llamada SOJA).

## Biografía
Jacob Hemphill nació el 15 de mayo de 1980 en Washington D. C. en Estados Unidos. Es hijo de Deidre West, extrabajador del Fondo Monetario Internacional (FMI). Cuando tenía 6 años se mudó con su familia a Monrovia, Liberia, en África, y regresó a Estados Unidos poco tiempo después. En su regreso a Estados Unidos conoció a Bobby Lee (integrante de la banda de reggae SOJA), cuando estaba cursando el primer año en la escuela; juntos conocieron a los demás integrantes de la banda durante la secundaria, y finalmente Jacob se graduó de la Universidad de George Mason, en Washington D. C., Estados Unidos.
Jacob viene de una familia con influencia musical, ya que su abuela y bisabuela maternas fueron personas que influenciaron en el mundo de la música y su padre tenía un estudio de grabación donde generalmente tocaba Paul Simon, transmitiendo así conocimiento musical que lo llevó a inclinarse por géneros más tropicales, como lo es el reggae.
Su influencia por el género del reggae comienza en su permanecía en África y también se debe a que en su edad adolescente participó, junto a Bobby Lee, en diversos concursos de la comunidad Nyabinghi. Para él, el reggae es un tipo de música que tiene como objetivo educar a las masas para que puedan ver los problemas que tiene la humanidad, arreglar y sobre todo cambiar la forma de pensar de los seres humanos.
Cuando decidió dedicarse totalmente a la música y formar la banda junto con sus amigos de infancia, Jacob siempre tuvo el apoyo de sus padres, ellos nunca le negaron la posibilidad de cantar; incluso él dice que no se ve haciendo otra cosa que no sea cantar, ser músico; piensa que a pesar de que esta carrera es dura, porque se tiene que separar de su familia y seres queridos por largos periodos de tiempo, es lo único que realmente ama hacer y que seguirá haciendo por el resto de su vida.
Sus más grandes inspiraciones son Bob Marley, Paul Simon, Sade Adu, Ben Harper 14° Dalai Lama y su padre. Admira especialmente a Bob Marley por su lucha y persistencia, ya que él por medio de sus canciones no sólo hablaba de los problemas que se presentaban en su barrio y su país, sino también sobre los problemas que se presentaban en todo el mundo.
Sus más grandes pasiones son cantar y escribir. Escribir es algo que le encanta hacer, además de hacerlo con un estilo particular; para escribir sus canciones se inspira en muchos en los problemas actuales de la humanidad, en los problemas políticos de su país, en los problemas que afectan a todo el mundo pero desde un punto de vista norteamericano.
Además de cantar en la banda SOJA, Jacob Hemphill ha realizado colaboraciones con otros cantantes y bandas de reggae y rock; con la banda de reggae The Green (banda): Come in, con el cantante alemán de reggae Gentleman: Jah Ina Yuh Life, con Chris Boomer: I Am who I Am, con Rebelution (banda): Meant to Be y Suffering, con J-Bloog: Watch and Learn, con Zion I & The Grouch: It's Goin' Down y con 311 (banda): Sunset in July.

## Pensamiento
Jacob Hemphill definitivamente cree en el cambio hacia un mundo mejor, cree que este cambio empieza modificando el pensamiento e ideales de las personas, y eso es lo que pretende hacer por medio de sus canciones, incluso en una entrevista respondió a la pregunta ¿Cómo crees que podemos cambiar el mundo?, “Hacer que las personas vean al mundo más como un círculo y menos como cuadrado”. Para él la música debe tener un mensaje, pues es este el propósito que debe tener la música, más allá de tener un buen ritmo. 
También está convencido de que el consumismo está acabando con la sociedad y con el planeta, piensa que el dinero no puede comprar la felicidad, para él la felicidad es un estado interior del corazón y que por esto  el mundo es desigual y reitera que por décadas el reggae ha estado diciendo esto. Realmente cree que el consumismo está destruyendo a la humanidad y al planeta, por lo que le disgustan los lujos, cuando ve tiene muchas cosas, más de lo que debería tener, piensa en que hay personas que tienen cada vez menos en el mundo.
No está convencido de que el sistema político del mundo esté bien, y por supuesto señala que el sistema político de su país no es el mejor, cree que tiene muchas falencias y lo dice porque fue allá donde creció, aunque le gusta algunas posturas de Barack Obama, le gusta de él que no está totalmente en contra de la legalización de la marihuana, piensa que él es el menos peligroso de los políticos.

El racismo, para él, es el peor miedo de la humanidad, está totalmente en desacuerdo con esto, ya que cree que el racismo existe porque hay personas que no entienden a otras y que por esta razón la gente siente miedo por cosas que no conocen.